# 科爾敦

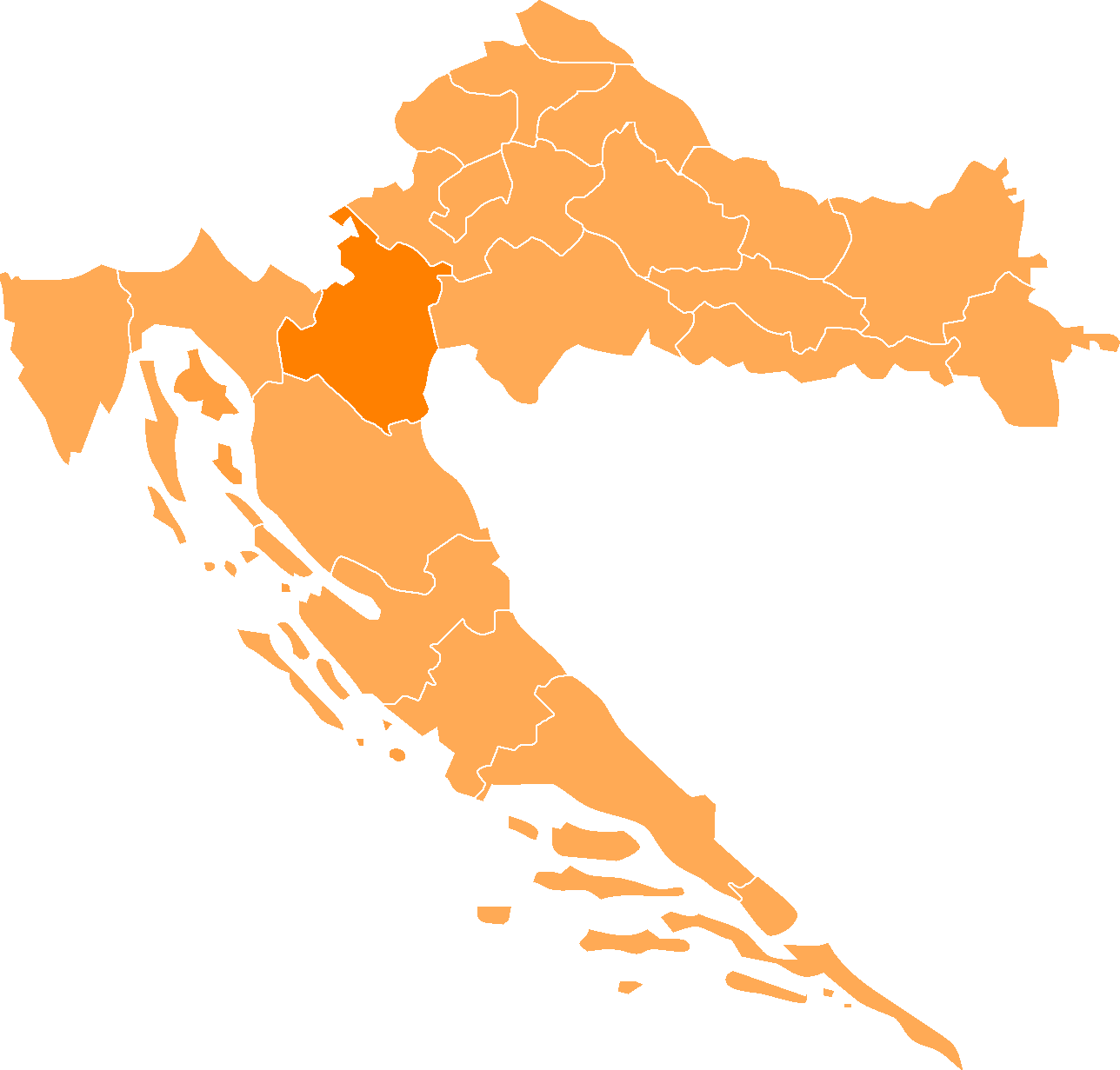

科爾敦（Kordun）是克羅埃西亞的一個地理區域，位於克羅埃西亞中部。在歷史上這裡是哈布斯堡帝國和鄂圖曼帝國軍事對峙的最前線。這裡擁有豐富的木材資源。雖然經濟狀況已經有好轉，這一地區仍然存在人口外流情況。這一地區的典型地形是喀斯特地貌，土質大多為紅土。
45°07′N 15°35′E / 45.117°N 15.583°E